# Мошельярви
Мошельярви — озеро на территории Воломского сельского поселения Муезерского района Республики Карелии.

## Общие сведения
Площадь озера — 1,2 км². Располагается на высоте 197,8 метров над уровнем моря.
Форма озера лопастная, продолговатая: оно вытянуто с северо-запада на юго-восток. Берега изрезанные каменисто-песчаные, возвышенные.
Из залива на северо-восточной стороне озера вытекает безымянный водоток, втекающий в озеро Кемель, через которое протекает река Кемь, впадающая в реку Чирко-Кемь.
Ближе к южному берегу озера расположен один остров без названия.
Код объекта в государственном водном реестре — 02020000911102000005094.